# Friedrich Völtzer

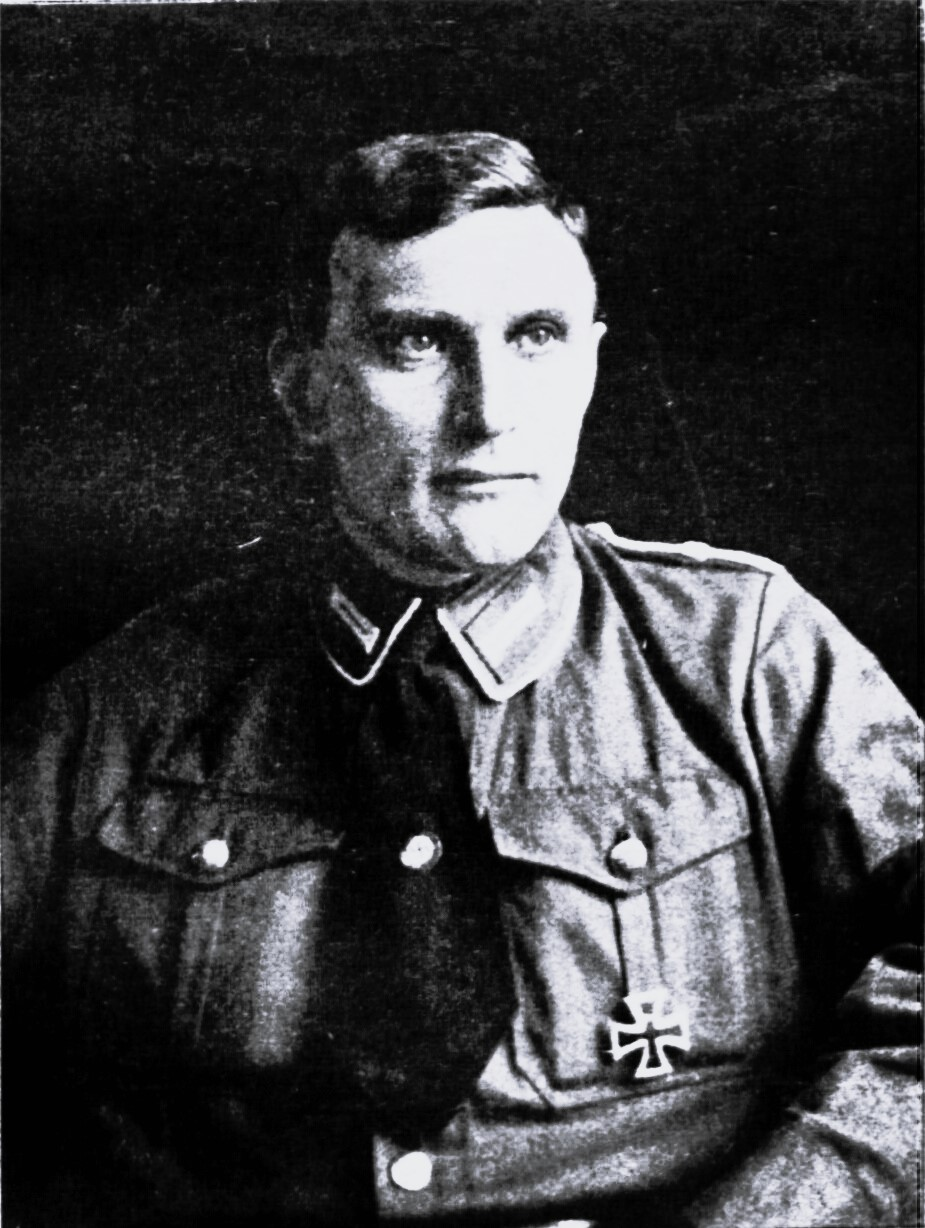
Friedrich Völtzer

Friedrich Völtzer (* 27. August 1895 in Altona; † 22. September 1951 in Großhansdorf) war als Reichskommissar maßgeblich an der Gleichschaltung der Freien Hansestadt Lübeck beteiligt.

## Leben
Völtzer besuchte die Oberrealschule seiner Vaterstadt und erhielt 1914 sein Zeugnis der Reife. Als Kriegsfreiwilliger kämpfte er mit dem heimischen Regiment bis 1917 an der Westfront und wurde zweimal dabei schwer verwundet sowie mit dem Eisernen Kreuz II. und I. Klasse ausgezeichnet.
Während seiner Genesung studierte Völtzer an der Universität Rostock (Wintersemester 1917/18, Sommersemester 1918) Philosophie, Geschichte und Germanistik, bevor er wieder sieben Kriegsmonate im Osten (Kiew) war. Es folgten zwei weitere Studiensemester in Rostock und Hamburg. Seit dem Wintersemester 1919/20 studierte Völtzer an der Hamburger Universität Rechts- und Staatswissenschaften.
Von September 1920 bis April 1923 war Völtzer Syndikus des Deutschen Buchdruckervereins (Kreis X). Seine Doktorprüfung, eine Abhandlung über ein Thema aus der Lübeckischen Geschichte, bestand er am 17. Mai 1924 mit dem Prädikat „sehr gut“. Im selben Monat wurde er Geschäftsführer des Verbandes der Arbeitgeber des Fischerei- und Transportgewerbes in Cuxhaven und ab Mai 1925 war er Geschäftsführer der Fischwirtschaftlichen Vereinigung (Wirtschaftsverband der Großhandels- und Industriefirmen des Cuxhavener Seefischmarktes). Auf Veranlassung der Staatlichen Fischereidirektion Hamburg war er zudem ab Mai 1926 Herausgeber der Zeitschrift „Der Fischmarkt“. 1927 machte er eine Studienreise zu den britischen Fischereihäfen. Außerdem war er seit Oktober 1927 Mitglied der Cuxhavener Stadtvertretung und sowohl kommunal- als auch wirtschaftspolitisch tätig.
Ab dem 15. Oktober 1928 war Völtzer Syndikus der Lübecker Gewerbekammer. Die Reichsregierung, in Person von Wilhelm Frick (Reichsminister des Inneren), ernannte Völtzer auf Grundlage der Verordnung des Reichspräsidenten zum Schutz von Volk und Staat vom 28. Februar 1933 zum Reichskommissar für die Hansestadt Lübeck. Dieser übernahm am gleichen Tage das Amt und ernannte am 13. März eine Reihe von Staatskommissaren, die er im Namen des Reichspräsidenten und der Reichsregierung am Folgetag verpflichtete.
Als Reichskommissar bemühte sich Völtzer für die drei Freien Hansestädte um einen gemeinsamen Reichsstatthalter. Lübeck war jedoch längst zum Spielball der künftigen Statthalter Hinrich Lohse und Friedrich Hildebrandt geworden und wurde am 26. Mai 1933 gemeinsam mit Mecklenburg Friedrich Hildebrandt unterstellt. Dieser zog am 8. Juni 1933 mit großem Pomp in Lübeck ein und ernannte seinen Kampfgefährten, den Zahnarzt Otto-Heinrich Drechsler, zum Lübecker Bürgermeister und Friedrich Völtzer zum Senator für Finanzen und Wirtschaft. Weitere Senatoren wurden die Nationalsozialisten Emil Bannemann (Senator für Arbeit und Wohlfahrt), Walther Schröder (Innensenator), Ulrich Burgstaller (Schule und Theater) sowie Hans Böhmcker (Justizsenator). Zeitweilig war er Mitglied im Aufsichtsrat der Lübecker Hypothekenbank.
Ab 1934 war Völtzer Reichstreuhänder der Arbeit in Berlin und Kiel.